# П'єр Лейгль
П'єр Лейгль (фр. Pierre Laigle, нар. 12 вересня 1970, Бетюн) — французький футболіст, що грав на позиції півзахисника, зокрема за «Ланс» та національну збірну Франції.
Дворазовий володар Кубка французької ліги. Чемпіон Франції. 

## Клубна кар'єра
Народився 12 вересня 1970 року в Бетюні. Вихованець футбольної школи клубу «Ланс». Дорослу футбольну кар'єру розпочав 1990 року в основній команді того ж клубу, в якій провів шість сезонів, взявши участь у 182 матчах чемпіонату.  Більшість часу, проведеного у складі «Ланса», був основним гравцем команди. 1994 року виборов титул володаря Кубка французької ліги.
Протягом 1996–1999 років грав за італійську «Сампдорію», після чого повернувся на батьківщину ставши гравцем «Ліона», у складі якого додав до переліку своїх трофеїв ще один титул володаря Кубка французької ліги та став чемпіоном Франції в сезоні 2001/02.
Згодом у 2002–2004 роках захищав кольори «Монпельє», а завершував ігрову кар'єру у нижчоліговому «Сен-Пріє», за який виступав протягом 2005—2007 років.

## Виступи за збірну
1996 року дебютував в офіційних матчах у складі національної збірної Франції. Загалом протягом двох років провів у її формі 8 матчів, забивши один гол.
| Дата       | Місто      | Господарі  | Результат | Гості      | Турнір             | Голи | Примітки |
| ---------- | ---------- | ---------- | --------- | ---------- | ------------------ | ---- | -------- |
| 21-2-1996  | Нім        | Франція    | 3 – 1     | Греція     | товариський матч   | -    | 70'      |
| 27-3-1996  | Брюссель   | Бельгія    | 0 – 2     | Франція    | товариський матч   | -    | 72'      |
| 9-11-1996  | Копенгаген | Данія      | 1 – 0     | Франція    | товариський матч   | -    | 74'      |
| 22-1-1997  | Брага      | Португалія | 0 – 2     | Франція    | товариський матч   | -    |          |
| 26-2-1997  | Париж      | Франція    | 2 – 1     | Нідерланди | товариський матч   | -    | 33'      |
| 7-6-1997   | Монпельє   | Франція    | 0 – 1     | Англія     | товариський турнір | -    | 83'      |
| 11-10-1997 | Ленс       | Франція    | 2 – 1     | ПАР        | товариський матч   | -    | 73'      |
| 12-11-1997 | Сен-Дені   | Франція    | 2 – 1     | Шотландія  | товариський матч   | 1    | 79'      |
| Усього     |            | Матчів     | 8         |            | Голів              | 1    |          |

## Титули і досягнення
- Володар Кубка французької ліги (2):

«Ланс»: 1993-1994
«Ліон»: 2000-2001
- Чемпіон Франції (1):

«Ліон»: 2001-2002